# チャイナ (プロレスラー)
チャイナ（Chyna、1969年12月27日 - 2016年4月20日）は、アメリカ合衆国の女子プロレスラー、女優。ニューヨーク州ロチェスター出身。
1990年代〜2000年代初頭のWWFでの活躍で知られる。

## 来歴

### WWE

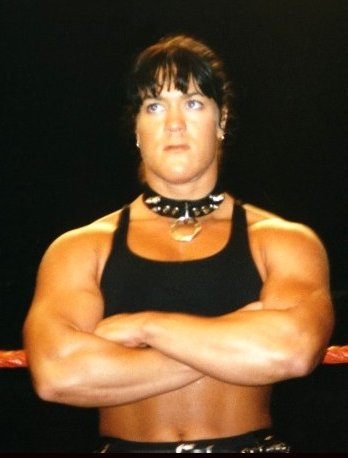
1997年当時

キラー・コワルスキー道場でトレーニングを積み、1995年にデビュー。
1997年にWWFと契約し、D-ジェネレーションX（DX）の女性ボディーガード、チャイナ（Chyna）として登場。「世界9番目の不思議」（8番目はアンドレ・ザ・ジャイアント）の異名を持つ屈強な肉体を駆使し、女子プロレスラーでありながら男子戦線において活躍した。1999年には女子選手としては初めてロイヤルランブル本戦出場を果たした。全盛期、彼女のベンチプレスは、トリプルHより重かったといわれる。その後のRAWでトリプルHにローブロー（急所攻撃）を浴びせDXを脱退、ビンス・マクマホン率いるコーポレーション（後のコーポレート・ミニストリー）に加入した。同年のアンフォーギヴェンではジェフ・ジャレットが持つインターコンチネンタル王座に挑戦するも敗退。しかし翌月のノー・マーシーではジャレットと一切の家庭用品を公認凶器として使用できる「グッド・ハウスキーピング・マッチ」と呼ばれる試合形式で再戦、一度はジャレットのチャンピオンベルト攻撃によって敗れてしまうが、「チャンピオンベルトは家庭用品ではない」という理由から無効となり試合続行、最後はジャレットを下し女子史上初のIC王座戴冠を果たした。続いてクリス・ジェリコと抗争を開始し、一時はジェリコと王座を共有するという事件が起こってしまう（ジェリコとの防衛戦において両者ピンフォールという形で試合が決着してしまったため）。
2000年初頭にジェリコとの抗争が終結すると、今度はストーカーの如く付きまとうエディ・ゲレロと抗争。同年11月にはディーヴァとしては初めてPLAYBOY誌のグラビアに登場しヌードを披露する。2001年4月にはアイボリーを下し自身初（キャリアでは唯一）の女子王座を獲得。長期に渡って防衛を重ねるが、女優業進出を図り上層部と対立したため、WWFを退団する。

### WWF退団後

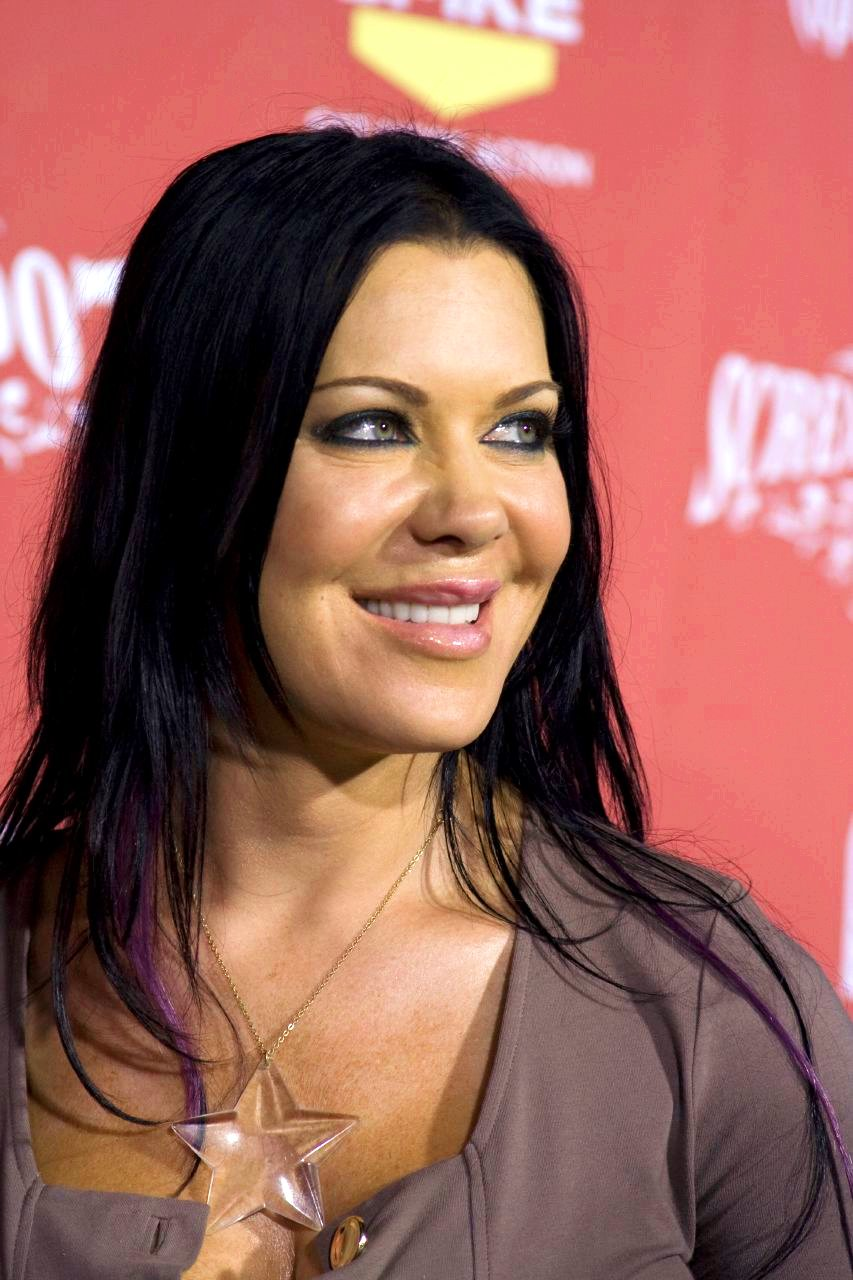
2007年時

WWF退団後の2002年、ローラーはシックスパック、ダイヤモンド・ダラス・ペイジらと共に新日本プロレスLA道場を訪問し、その縁で新日本プロレスに来日し、5月2日の東京ドーム「闘魂記念日」で佐々木健介&棚橋弘至vsスタイナー・ブラザーズ（リック・スタイナー&スコット・スタイナー）戦の特別レフェリーを務めた。8月8日には、UFO LEGENDに参戦し、当日会場で対戦名乗りをあげた中村千春に勝利。同年9月、ローラーはレスラーとしてシリーズ参戦を果たした。それまで、新日本では女子プロレス団体による提供試合が組まれたことがあったものの、女子プロレスラーが男子相手に試合を行ったのは団体史上初であった。シリーズでは外道、エル・サムライらがローブローによってKOされ、蝶野正洋との抗争に発展した。10月の東京ドーム大会で蝶野とシングルマッチを行うが敗北、この戦いの後、ローラーは蝶野と意気投合しタッグを結成した。その後、ローラーの同伴で来日していたシックスパックが蝶野に嫉妬し、遺恨が生まれ抗争勃発するかに思われたが、シックスパックとの婚約（後に解消）のためにこのシリーズを最後にローラーはプロレスを引退した。以降はモデル、女優として活動した。

### TNA - 引退
2011年5月、TNAにてプロレス復帰。カートの元妻であり、現ジャレットの妻であるカレンと抗争するカート・アングルがミックスド・マッチで決着をつけることを提案。大物ノックアウトとして呼び出される形で登場。PPVであるSacrificeにて前述の通り、アングルと組みジャレット、カレン組とミックスド・マッチを行い、逃げ惑うカレンを捕まえペディグリーを炸裂させて完勝した。
Sacrifice終了後は継続して参戦する意志はないとし、その後ポルノ女優としてデビュー、ヴィヴィッド・エンターテインメントから『BACK DOOR to CHYNA』という作品で主演を務めている。

### 死去
2016年4月20日、薬物の過剰摂取が原因となり死去。46歳没。2019年、D-ジェネレーションXとしてWWE殿堂に迎えられた。

## 得意技
- ローブロー
- 投げっぱなしパワーボム
- ペディグリー
- リフトアップ・スラム

## 獲得タイトル
- WWFインターコンチネンタル王座：3回
- WWF女子王座：1回
- WWE殿堂：2019年（D-ジェネレーションXとして）[4]

## 入場曲
- Break it Down
- No Chance in Hell
- My Time
- Latino Heat
- Who I Am
- Hell on Heals
- Queen of Queens — NJPW